# Arga-Jurjah
Arga-Jurjah (rus. Арга-Юрях, jakutski: Арҕаа Үрэх, Arğaa Ürex) je rijeka u Jakutiji, u Rusiji. Jedna je od najvećih pritoka Omoloja. Rijeka je duga 214 km, s površinom porječja od 5,530 km2.
Rijeka teče sjeverno od arktičkog kruga, preko pustih tundri u istočnosibirskoj nizini. Njegovo porječje se proteže kroz Ust-Janski i Bulunski rajon.

## Etimologija
Ime rijeke dolazi od jakutskog "Arğaa-ürex" (Arҕaa-үréh), što znači "zapadna rijeka".

## Tok rijeke
Arga-Jurjah je lijevi pritok Omoloja. Izvire na sutoku rijeka Mundukan (duga 50 km) i Hadarinnja (38 km), na istočnim padinama gorja Orulgan u sustavu Verkhojanskog gorja. Rijeka teče otprilike u smjeru ISI, a kada se spusti u Istočnosibirsku nizinu, savija se i ide u smjeru SSI do kraja svog toka. U svom zadnjem dijelu rijeka teče otprilike paralelno s Omolojem dalje na istok, vijugajući u poplavnoj ravnici. Konačno Arga-Jurjah savija prema istoku i kao lijevi pritok se ilijeva u Omoloj 190 km od njegovog ušća. Ušće je 89 km nizvodno od ušća Kuranah-Jurjah.

### Pritoci
Glavne pritoke Arga-Jurjakha su 25 km dugi Ulakhan-Kieng-Appa s desne strane, kao i 85 kmdugi Turkulaakh, 63 km dugi Tonguulaakh, 43 km dugi Alyy-Yurege, 29 km dugi Omukchaan, 98 km dugi Yullyugen i 64 km dugi Mas-Khayippyt na lijevoj strani. Rijeka je zaleđena između početka listopada i početka lipnja. U njegovom bazenu nalazi se više od 1500 jezera.

## Vanjske poveznice
|  | Zajednički poslužitelj ima još gradiva o temi Arga-Jurjah |

- Ribolov i turizam u Jakutiji